# Laura Alcoba
Laura Alcoba (La Plata, 1968) es una escritora y traductora francesa de origen argentino. Reside en Francia desde la década de los setenta, luego de que sus padres partieran al exilio en ese país. 

## Biografía
Laura Alcoba nació de forma circunstancial en La Habana, dado que sus padres formaban parte de "Los Cinco de La Plata", un grupo de revolucionarios que se trasladó a la isla cubana a formarse política y militarmente. No obstante, su partida de nacimiento dice que nació en la ciudad de La Plata. Sus padres eran militantes montoneros y, siendo niña, ella vivió en lo que actualmente es la Casa Mariani-Teruggi. Su padre cayó preso antes del golpe a Isabel Perón y su madre tomó la decisión de exiliarse en Francia poco después de que comenzara la dictadura argentina. En 1979, Laura Alcoba se encontró con su madre en Francia. 
Escritora en lengua francesa y traductora, Laura Alcoba también se desempeña como maître de conférences (profesor universitario titular) en la Universidad de París X Nanterre (anteriormente llamada  Université Paris-Ouest Nanterre La Défense)), donde se dedica particularmente a la literatura  del Siglo de Oro español.
Entre octubre de 2013 y junio de 2016 estuvo a cargo de las publicaciones hispánicas en Éditions du Seuil.
Sus recuerdos de la infancia clandestina están narrados en la trilogía de novelas autobiográficas «La casa de los conejos», compuesta por un libro de título homónimo, «El azul de las abejas» y «La danza de la araña». Los libros fueron originalmente escritos en francés y posteriormente traducidos al español.

## Obras
- Manèges, Paris, Éditions Gallimard, coll. « Blanche », 2007, 142 p. ISBN 978-2-07-078203-1[6] et Folio n.º 5883 ISBN 9782070462438.
- Jardin blanc, Paris, Éditions Gallimard, coll. « Blanche », 2009, 166 p. ISBN 978-2-07-012604-0[7]
- Les Passagers de l’« Anna C. », Paris, Éditions Gallimard, coll. « Blanche », 2011, 220 p. ISBN 978-2-07-013492-2[8]·[9]
- Le Bleu des abeilles, Paris, Éditions Gallimard, coll. « Blanche », 2013, 128 p. ISBN 978-2-07-014214-9 et Folio ISBN 9782070465972.
- "Hong Kong en Valois" dans Ça ne veut pas rien dire, MEET, 2012.
- "Le Canard d’Usher" dans Lettres Nomades, ed. La Contre Allée, 2014.
- "Le Vieux Fauteuil" dans Me lo llevaré a la sepultura, MALBA, 2016.[10]
- La Danse de l’araignée, Paris, Éditions Gallimard, coll. « Blanche », 2017, 160 p. ISBN 978-2-07-019787-3

## Traducciones
- Pedro Calderón de la Barca, Les Enchantements de la Faute, mise en scène Marion Fouillard 1997.
- Ivan Thays, Un lieu nommé Oreille-de-Chien, Paris, Gallimard, coll. Du Monde entier 2011.
- Yuri Herrera, Les Travaux du Royaume, Paris, Gallimard, coll. Du Monde entier 2012.
- Yuri Herrera, Signes qui précéderont la fin du monde, Gallimard, coll. Du Monde entier, 2014.
- Selva Almada, Après l'orage, Paris, Métailié, 2014.
- Selva Almada, Les jeunes mortes, Paris, Métailié, 2015.
- Yuri Herrera, Le Royaume, le Soleil et la Mort.Trilogie de la frontière, Gallimard, coll. Du Monde entier, 2016.

## Adaptación radiofónica
- The Rabbit House (Manèges), trad. de Polly McClean, adapt. radio de Sheila Yeger, BBC4, 2010[11]